# 渡辺敏夫
渡辺 敏夫（わたなべ としお、1913年2月11日 - 没年不明[戦死]）は、兵庫県出身のプロ野球選手（二塁手）。 
阪急に在籍した。主な出場ポジションは二塁手。

## 来歴・人物
1913年に兵庫県で生まれた。 甲陽中では第7回選抜中等学校野球大会と第16回全国中等学校優勝野球大会に出場している。第7回選抜中等学校野球大会ではベスト4に貢献した。 甲陽中を卒業後は法政大学野球部へと進んだ。 
1936年、阪急軍に入団。試合出場はわずか1試合だけである(1936年、5月16日の対大東京軍戦で2打数0安打)。
第二次世界大戦時に応召され、戦死（没年月日、死没場所は不明）。本来プロ経験者を除くはずの戦没野球人モニュメントにその名が刻まれていたが、2015年、戦没が確認された他の4選手とともに新たに鎮魂の碑に名前が加えられた。

## 詳細情報

### 年度別打撃成績
| 年 度     | 球 団     | 試 合 | 打 席 | 打 数 | 得 点 | 安 打 | 二 塁 打 | 三 塁 打 | 本 塁 打 | 塁 打 | 打 点 | 盗 塁 | 盗 塁 死 | 犠 打 | 犠 飛 | 四 球 | 敬 遠 | 死 球 | 三 振 | 併 殺 打 | 打 率 | 出 塁 率 | 長 打 率 | O P S |
| --------- | --------- | ----- | ----- | ----- | ----- | ----- | -------- | -------- | -------- | ----- | ----- | ----- | -------- | ----- | ----- | ----- | ----- | ----- | ----- | -------- | ----- | -------- | -------- | ----- |
| 1936春夏  | 阪急軍    | 1     | 2     | 2     | 0     | 0     | 0        | 0        | 0        | 0     | 0     | 0     | 0        | 0     | --    | 0     | --    | 0     | 0     | 0        | .000  | .000     | .000     | .000  |
| 通算：1年 | 通算：1年 | 1     | 2     | 2     | 0     | 0     | 0        | 0        | 0        | 0     | 0     | 0     | 0        | 0     | --    | 0     | --    | 0     | 0     | 0        | .000  | .000     | .000     | .000  |

### 背番号
- 6 （1936年）